# Mauretaniens herrlandslag i fotboll
Mauretaniens herrlandslag i fotboll representerar Mauretanien i fotboll för herrar, och spelade sin första match den 11 april 1963 mot Kongo-Kinshasa i Senegal, och förlorade med 0-1. Laget kallas Mourabitounes, kontrolleras av Fédération de Foot-Ball de la Républic Islamique de Mauritanie och är medlem i Caf. Det fanns 2007 endast 2 fotbollsarenor i landet.

## Afrikanska kval
Hittills har Mauretanien aldrig kvalat in till afrikanska cupen.

### 1980
Mauretaniens första kval kom år 1980. I förkvalet mötte man Marocko och spelade 2-2 hemma. Returen borta slutade 1-4 till Marocko och Mauretanien slogs därmed ut.

### 1982
Även år 1982 spelade man förkval, denna gång mot Mali. Bortamatchen var dålig och Mali vann 0-2. Hemmamatchen lyckades man vinna 2-1 men det räckte inte att ta sig vidare.

### 1986
Mauretanien drog sig ur i 1984 års kval men deltog 1986. I förkvalet mötte man Liberia och förlorade 1-3 borta. Hemmamatchen lyckades man vinna med 3-0 och det räckte för Mauretanien att ta sig vidare till första omgången där Algeriet stod som motstånd. Man förlorade med 0-4 borta men lyckades spela 1-1 hemma men Mauretanien slogs ut.

### 1992
Efter att inte ha varit med i två kval deltog Mauretanien i 1992 års kval. I förkvalet slog man ut Gambia totalt med 3-2 efter att ha förlorat borta med 1-2 men vunnit 2-0 hemma. I gruppkvalet hamnade man med Niger, Marocko och Elfenbenskusten. Mauretanien förlorade samtliga sex matcher och kunde inte kvala in till afrikanska cupen 1992.

### 1996
Mauretanien deltog inte i 1994 års kval men man deltog i 1996 års kval där man placerades med Tunisien, Liberia, Senegal och Togo. Mauretanien fick en utmärkt start och de fyra första matcherna förlorade man bara en gång, 0-1 borta mot Tunisien. Mot Senegal borta, Liberia hemma och Togo borta blev det alltså oavgjort. De två nästa matcherna hemma mot Senegal och borta mot Liberia förlorade man men man lyckades skrällvinna mot Togo och spela 0-0 hemma mot Tunisien, man slutade fyra i gruppen före Togo.

### 1998
1998 gjorde Mauretanien ett misslyckat kval. I förkvalet förlorade man 1-4 borta mot Benin och även om man fick 0-0 hemma räckte det inte till att ta sig vidare till kvalgrupperna.

### 2002
Även 2002 fick man spela ett förkval som slutade med misslyckande. Första mötet mot Burkina Faso hemma slutade 0-0 och då räckte 1-1 borta för att ta sig vidare. Så blev inte fallet och man förlorade 0-3 borta och tog sig inte vidare.

### 2004
Mauretanien lyckades egentligen helt OK denna kval men slutade sist med två poäng. Det började dåligt med tre förluster mot Kap Verde hemma (0-2), Togo borta (0-1) samt Kenya borta (0-4). Nästa match skrällde man och klarade 0-0 hemma mot Kenya och trots förlust borta mot Kap Verde klarade man även 0-0 hemma mot Togo, till sist slutade man med två poäng.

### 2006
Mauretanien spelade förkval detta kval och förlorade första matchen 0-3 borta mot Zimbabwe. Mauretanien vann visserligen 2-1 hemma men det räckte inte och 2-4 totalt innebar elimination.

### 2008
Detta år gjorde Mauretanien ett fantastiskt kval trots att man inte kvalade in. Första matchen vanns med 4-0 mot Botswana. Man förlorade dock nästa matcher med 1-3 mot Burundi och 0-3 mot Egypten, båda borta. Nästa match var en kraftig skräll efter 1-1 hemma mot Egypten.